# Zone sud (Rio de Janeiro)

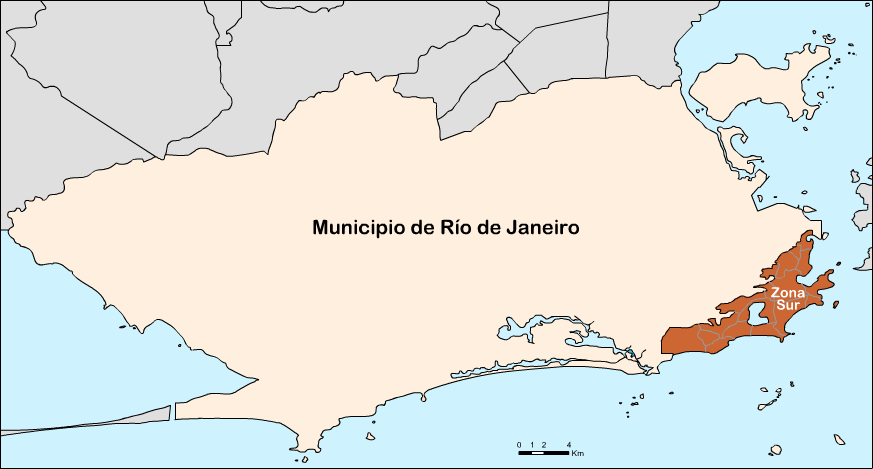
Localisation de la zone sud sur la municipalité de Rio de Janeiro

La zone sud (en portugais : Zona Sul) est l'une des quatre zones de la ville de Rio de Janeiro située entre l'océan Atlantique, la baie de Guanabara et le parc national de la Tijuca. Elle regroupe un ensemble de quartiers aisés situés en bordure de mer, notamment ceux d'Ipanema, de Copacabana et de Botafogo, ainsi que les plages plus plus connues de Rio de Janeiro. 
Il s'agit de la zone la plus aisée et bourgeoise de la ville de Rio de Janeiro, et abrite les quartiers les plus chics de la ville. La zone sud comporte plusieurs favelas, comme celles de Rocinha et de Vidigal. Plusieurs d'entre elles ont progressivement été habitées par une nouvelle classe moyenne qui a conduit par un processus de gentrification leurs anciens habitants à s'installer dans une banlieue plus lointaine de la ville, ou alors pour certains dans des logements sociaux construits à proximité.
La situation géographique de la zone sud, coincée entre les montagnes et l'océan, explique le faible nombre de terrains encore aménageables. Elle bénéficie d'un climat plus doux, notamment pendant les canicules qui frappent la ville. L'aménagement de la ville limite lors de ces épisodes de chaleur l'accès aux plages de la zone sud des populations plus populaires de la zone nord, notamment à cause de mouvements d'opposition à une trop grande interconnexion entre les deux zones. Une grande partie des lieux touristiques de Rio de Janeiro, tels que la plage de Copacabana, le Pain de Sucre, le jardin botanique ou la statue du Christ Rédempteur, s'y situent. Elle est traversée par la ligne 4 du métro de Rio de Janeiro depuis son extension, qui s'arrête à la Barra de Tijuca.

## Liste des quartiers

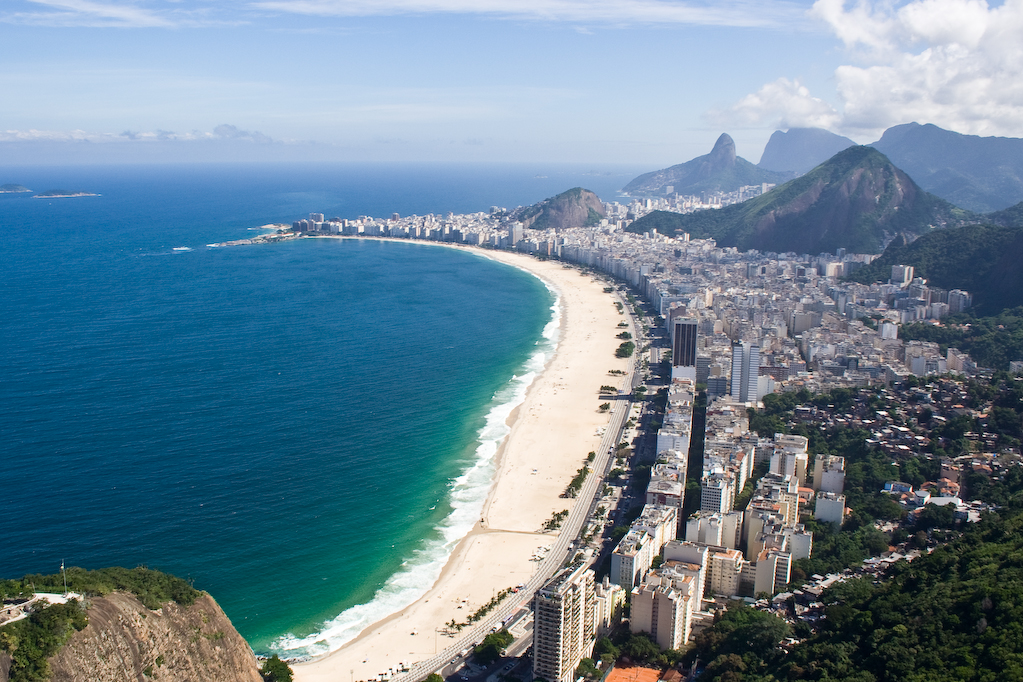
Plage de Copacabana

- Arpoador

- Botafogo
- Catete
- Copacabana
- Cosme Velho
- Flamengo
- Gávea
- Humaitá
- Ipanema
- Jardim Botanico
- Lagoa
- Laranjeiras
- Leblon
- Leme
- São Conrado
- Urca